# تیراندازی در المپیک تابستانی ۱۹۸۸
تیراندازی در بازی‌های المپیک تابستانی ۱۹۸۸ نام رویداد ورزش تیراندازی در بازی‌های المپیک تابستانی بود که در سال ۱۹۸۸ برگزار شد. این مسابقات در سئول، کره جنوبی برگزار شد.

## جدول مدال‌ها
| رتبه  | کشور                      | طلا | نقره | برنز | مجموع |
| ۱     | اتحاد شوروی (URS)         | ۴   | ۱    | ۶    | ۱۱    |
| ۲     | یوگسلاوی (YUG)            | ۲   | ۰    | ۱    | ۳     |
| ۳     | آلمان غربی (FRG)          | ۱   | ۱    | ۱    | ۳     |
| ۴     | بلغارستان (BUL)           | ۱   | ۱    | ۰    | ۲     |
| ۴     | چکسلواکی (TCH)            | ۱   | ۱    | ۰    | ۲     |
| ۴     | آلمان شرقی (GDR)          | ۱   | ۱    | ۰    | ۲     |
| ۴     | بریتانیای کبیر (GBR)      | ۱   | ۱    | ۰    | ۲     |
| ۸     | نروژ (NOR)                | ۱   | ۰    | ۰    | ۱     |
| ۸     | رومانی (ROU)              | ۱   | ۰    | ۰    | ۱     |
| ۱۰    | چین (CHN)                 | ۰   | ۱    | ۱    | ۲     |
| ۱۱    | شیلی (CHI)                | ۰   | ۱    | ۰    | ۱     |
| ۱۱    | فرانسه (FRA)              | ۰   | ۱    | ۰    | ۱     |
| ۱۱    | ژاپن (JPN)                | ۰   | ۱    | ۰    | ۱     |
| ۱۱    | کره جنوبی (KOR)           | ۰   | ۱    | ۰    | ۱     |
| ۱۱    | سوئد (SWE)                | ۰   | ۱    | ۰    | ۱     |
| ۱۱    | ایالات متحده آمریکا (USA) | ۰   | ۱    | ۰    | ۱     |
| ۱۷    | مجارستان (HUN)            | ۰   | ۰    | ۲    | ۲     |
| ۱۸    | بلژیک (BEL)               | ۰   | ۰    | ۱    | ۱     |
| ۱۸    | اسپانیا (ESP)             | ۰   | ۰    | ۱    | ۱     |
| مجموع | مجموع                     | ۱۳  | ۱۳   | ۱۳   | ۳۹    |